# Stefan Feld

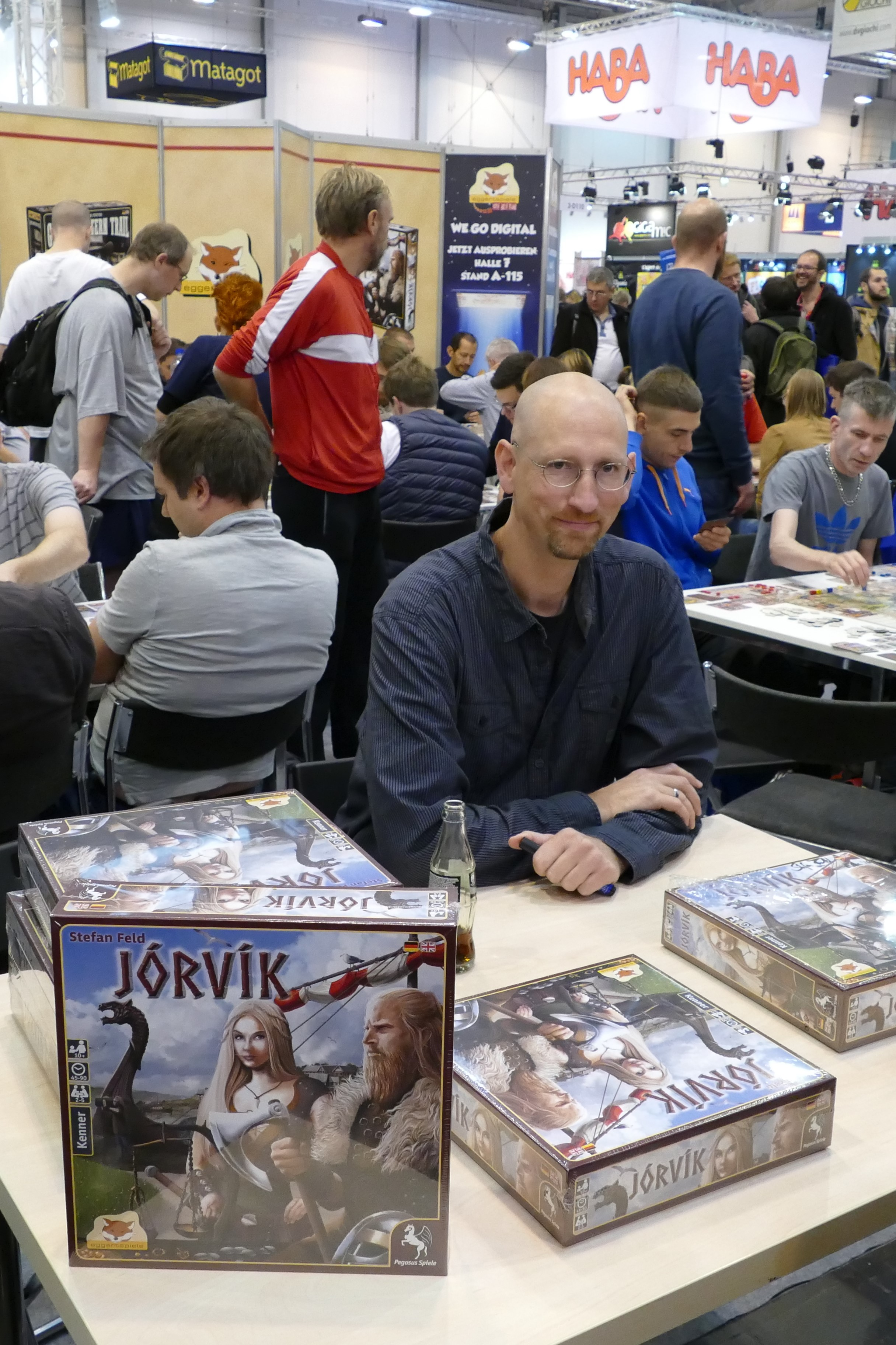
Stefan Feld auf den Internationalen Spieltagen SPIEL 2016.

Stefan Feld (* 1970 in Karlsruhe) ist ein deutscher Spieleautor.
Feld begeisterte sich bereits in seiner Kindheit für Gesellschaftsspiele und Pen-&-Paper-Rollenspiele und entwickelte schon zu der Zeit erste eigene Spiele. Einen „Motivationsschub“ brachte ihm 1998 die Teilnahme an einem Wettbewerb des WDR und des Friedhelm-Merz-Verlags, in dem es um den Entwurf eines Spiels zum Thema „Radio“ ging und bei dem Feld den 2. Platz erreichte. Daraufhin begann er, regelmäßig Spielemessen und Autorentreffen zu besuchen. Dort kam er auch erstmals in Kontakt mit Redakteuren von Spieleverlagen, darunter alea und Queen Games.
Mit dem Kartenspiel Revolte in Rom (Queen Games) wurde 2005 das erste Spiel des Autors veröffentlicht. Im selben Jahr war das Spiel für den International Gamers Award nominiert, im Folgejahr stand es auf der Empfehlungsliste zum Spiel des Jahres. Seitdem hat Feld weitere Spiele entwickelt. 2011 waren drei der zehn mit dem Deutschen Spiele Preis ausgezeichneten oder nominierten Spiele von ihm.
Feld lebt in Gengenbach und unterrichtet seit 1999 am dortigen Marta-Schanzenbach-Gymnasium Sport und Physik; seit 2014 ist er Direktor des Gymnasiums. Er ist verheiratet und hat einen Sohn.

## Ludografie
- 2005: Revolte in Rom (Queen Games)
- 2006: Um Ru(h)m & Ehre (alea / Ravensburger)
- 2007: Notre Dame (alea / Ravensburger)
- 2007: Im Jahr des Drachen (alea / Ravensburger)
- 2008: Der Name der Rose (Ravensburger)
- 2009: Macao (alea / Ravensburger)
- 2009: Die Säulen der Erde – Duell der Baumeister (Kosmos)
- 2009: Arena: Revolte in Rom II (Queen Games)
- 2009: 10 Jahre alea – Schatzkiste (alea / Ravensburger) mit Andreas Seyfarth, Andreas Pelikan und Rüdiger Dorn
- 2010: Die Speicherstadt (eggertspiele)
- 2010: Na so was (It happens..) (Queen Games)
- 2010: Luna (Hall Games)
- 2011: Strasbourg (Pegasus Spiele)
- 2011: Die Burgen von Burgund (alea / Ravensburger)
- 2011: Trajan (Ammonit)
- 2013: Bora Bora (alea / Ravensburger)
- 2013: Brügge (Hans im Glück)
- 2013: Rialto (Pegasus Spiele)
- 2013: Amerigo (Queen Games)
- 2014: AquaSphere (Hall Games)
- 2014: Brügge, die Stadt am Zwin (Erweiterung, Hans im Glück)
- 2014: La Isla (alea / Ravensburger)
- 2016: Die Burgen von Burgund – Das Kartenspiel (alea / Ravensburger)
- 2016: Jórvík (eggertspiele / Pegasus Spiele)
- 2016: Das Orakel von Delphi (Hall Games)
- 2017: Merlin (Queen Games)
- 2017: Die Burgen von Burgund – Das Würfelspiel (alea / Ravensburger)
- 2018: Forum Trajanum (HUCH!)
- 2018: Carpe Diem (alea / Ravensburger)
- 2019: Revolution 1828 (Frosted Games / Pegasus Spiele)[4]
- 2020: Bonfire (Hall Games)
- 2020: The Castles of Tuscany (alea / Ravensburger)
- 2022: Hamburg (überarbeitete Neuauflage von "Brügge", Queen Games)
- 2022: Amsterdam (überarbeitete Neuauflage von "Macao", Queen Games)
- 2022: New York (überarbeitete Neuauflage von "Rialto", Queen Games)
- 2022: Marrakesh (Queen Games)
- 2023: Cuzco (überarbeitete Neuauflage von "Bora Bora", Queen Games)
- 2023: Vienna (überarbeitete Neuauflage von "La Isla", Queen Games)
- 2024: Nassau (überarbeitete Neuauflage von "Um Ru(h)m und Ehre", Queen Games)
- 2024: Kathmandu (Queen Games)

## Auszeichnungen
- Spiel des Jahres
  - Revolte in Rom: Empfehlungsliste 2006
  - Notre Dame: Empfehlungsliste 2007
  - Im Jahr des Drachen: Empfehlungsliste 2008
  - Die Burgen von Burgund: Empfehlungsliste 2011
  - Luna: Empfehlungsliste 2011
  - Strasbourg: Nominiert (Kennerspiel) 2011
  - Brügge: Nominiert (Kennerspiel) 2013
  - Carpe Diem: Nominiert (Kennerspiel) 2019
- Deutscher Spiele Preis
  - Sonderpreis als Nachwuchsautor 1998
  - Um Ru(h)m & Ehre: 10. Platz 2006
  - Notre Dame: 2. Platz 2007
  - Im Jahr des Drachen: 4. Platz 2008
  - Macao: 8. Platz 2010
  - Die Burgen von Burgund: 2. Platz 2011
  - Luna: 9. Platz 2011
  - Strasbourg: 10. Platz 2011
  - Trajan: 2. Platz 2012
  - Brügge: 3. Platz 2013
  - Bora Bora: 4. Platz 2013
  - Rialto: 9. Platz 2013
- Niederländischer Spielepreis
  - Trajan: Nominierung Expertenspiel 2013
  - Brügge: Nominierung Expertenspiel 2014
- Gamers Choice Awards
  - Revolte in Rom: Two Player – Nominees 2005
  - Im Jahr des Drachen: Multiplayer – Nominees 2008
  - Die Säulen der Erde – Duell der Baumeister: Two Player – Nominees 2009
  - Macao: Multiplayer – Nominees 2010
  - Die Burgen von Burgund: Multiplayer – Nominees 2011
  - Trajan: Multiplayer – Winner 2012